# Serie A 2018 (pallapugno)
La Serie A 2018, chiamata per ragioni di sponsorizzazione Serie A Trofeo Araldica, è stata la 97ª edizione del massimo campionato italiano di pallapugno maschile.

## Squadre partecipanti
Nella stagione 2018 al campionato sono iscritte 10 squadre. La Neivese rinuncia alla promozione e viene sostituita dall'Imperiese.
| Club                                    | Capitano          | Città                       |
| --------------------------------------- | ----------------- | --------------------------- |
| Tealdo Scotta Alta Langa                | Davide Dutto      | San Benedetto Belbo (CN)    |
| 958 Santero Augusto Manzo               | Davide Barroero   | Santo Stefano Belbo (CN)    |
| BioEcoShop Bubbio                       | Andrea Pettavino  | Bubbio (AT)                 |
| Torronalba Canalese                     | Bruno Campagno    | Canale (CN)                 |
| Araldica Castagnole Lanze               | Massimo Vacchetto | Castagnole delle Lanze (AT) |
| Egea Nocciole Marchisio Cortemilia      | Enrico Parussa    | Cortemilia (CN)             |
| Olio Roi Imperiese                      | Daniel Giordano   | Dolcedo (IM)                |
| Acqua San Bernardo Merlese              | Massimo Marcarino | Mondovì (CN)                |
| Araldica Pro Spigno                     | Paolo Vacchetto   | Spigno Monferrato (AL)      |
| Acqua San Bernardo Ubi Banca Subalcuneo | Federico Raviola  | Cuneo                       |

## Prima Fase
|    | Club             | P  | G  | V  | P  | DG   |
| -- | ---------------- | -- | -- | -- | -- | ---- |
| 1  | Subalcuneo       | 16 | 18 | 16 | 2  | +85  |
| 2  | Canalese         | 14 | 18 | 14 | 4  | +74  |
| 3  | Pro Spigno       | 12 | 18 | 12 | 6  | +34  |
| 4  | Alta Langa       | 11 | 18 | 11 | 7  | +39  |
| 5  | Castagnole Lanze | 11 | 18 | 11 | 7  | +9   |
| 6  | Imperiese        | 9  | 18 | 9  | 9  | +12  |
| 7  | Cortemilia       | 7  | 18 | 7  | 11 | -24  |
| 8  | Bubbio           | 5  | 18 | 5  | 13 | -45  |
| 9  | Augusto Manzo    | 3  | 18 | 3  | 15 | -76  |
| 10 | Merlese          | 2  | 18 | 2  | 16 | -108 |

## Seconda Fase
|   | Club             | P  | G  | V | P | DG  |
| - | ---------------- | -- | -- | - | - | --- |
| 1 | Pro Spigno       | 30 | 10 | 9 | 1 | +34 |
| 2 | Canalese         | 26 | 10 | 6 | 4 | +33 |
| 3 | Subalcuneo       | 26 | 10 | 5 | 5 | +11 |
| 4 | Alta Langa       | 21 | 10 | 5 | 5 | +16 |
| 5 | Castagnole Lanze | 17 | 10 | 3 | 7 | -46 |
| 6 | Imperiese        | 13 | 10 | 2 | 8 | -46 |

|    | Club          | P  | G | V | P | DG  |
| -- | ------------- | -- | - | - | - | --- |
| 7  | Cortemilia    | 17 | 6 | 5 | 2 | +29 |
| 8  | Bubbio        | 13 | 6 | 4 | 2 | +17 |
| 9  | Augusto Manzo | 9  | 6 | 3 | 3 | -4  |
| 10 | Merlese       | 2  | 6 | 0 | 6 | -42 |

Merlese retrocessa in Serie B.

## Fase Finale

### Spareggi Play-off
| Alta Langa       | Cortemilia | 11-10 |
| Castagnole Lanze | Imperiese  | 11-10 |

| Alta Langa | Castagnole Lanze | 11-1 |

### Finali Scudetto
| Squadra 1  | Squadra 2  | Andata | Ritorno | Spareggio |
| ---------- | ---------- | ------ | ------- | --------- |
| Pro Spigno | Alta Langa | 11-7   | 8-11    | 8-11      |
| Subalcuneo | Canalese   | 11-8   | 11-9    |           |

| Squadra 1  | Squadra 2  | Andata | Ritorno |
| ---------- | ---------- | ------ | ------- |
| Alta Langa | Subalcuneo | 9-11   | 5-11    |

## Squadra Campione d'Italia
Acqua San Bernardo Ubi Banca Subalcuneo
- Battitore: Federico Raviola
- Spalla: Paolo Danna
- Terzini: Enrico Rinaldi, Gabriele Re